# 숀 마줌더

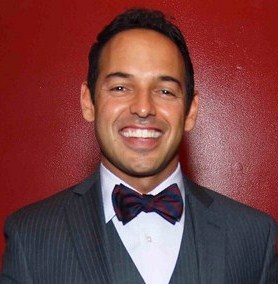

숀 마줌더(Shaun Majumder, 1972년 1월 29일 ~ )는 캐나다의 영화배우, 각본가, 텔레비전 배우이다.

## 방송
- 야망의 함정
- 디트로이트 1-8-7

## 영화
- 디트로이트 1-8-7 (2010년)
- 메리드 낫 데드 (2009년)
- 밥 펑크 (2009년)
- 언히치드 (2008년)
- 에어 콘트롤 (1999년)